# Пам'ятник Сімону Болівару (Вашингтон)
Кінна статуя Сімона Болівара (англ. Equestrian of Simón Bolívar) — пам'ятник 1959 року роботи американського скульптора Фелікса де Велдона, присвячений Сімону Болівару й встановлений в центрі Вашингтона — столиці США.

## Болівар та Америка

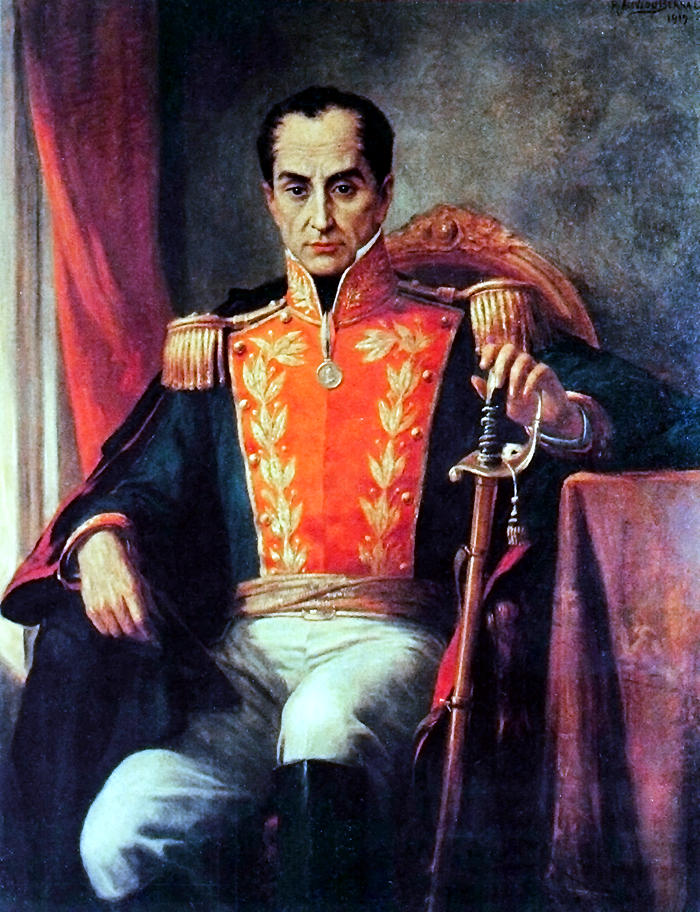
Портрет Болівара роботи Рікардо Берналя

Сімон Болівар (1783—1830) був блискучим військовим стратегом і засновником нових держав, ставши відомим як «Джордж Вашингтон і Авраам Лінкольн Південної Америки». Він народився в багатій креольській сім'ї Каракаса, однак ще в дитинстві став сиротою після смерті батьків. Отримавши прекрасну освіту, в 1799 році, у віці 15 років, Сімон був відправлений в Мадрид для продовження навчання. У 1802 році, в 19 років, Болівар одружився з іспанською дівчиною й повернувся на батьківщину, проте в 1803 році дружина померла. Після цього морального потрясіння він дав обітницю безшлюбності й знову поїхав до Європи, де потрапив під вплив ідей Просвітництва. Був присутній в 1804 році на коронації імператора Наполеона I в соборі Нотр-Дам. Незабаром Болівар втратив до нього повагу через те, що він вважав зрадою республіканських ідеалів, а 1805 року в Римі він дав клятву звільнити свою батьківщину від іспанського панування. У 1806 році Болівар став одним з небагатьох латиноамериканців, які відвідали США, на території яких він пробув близько чотирьох або п'яти місяців. Ступивши на американську землю в Чарлстоні, який був найбільшим невільничим ринком США, Болівар був вражений побаченим, і зробив висновок про неможливість боротьби за свободу при збереженні рабства, проте від поїздки в нього залишилися в цілому позитивні враження, які полягають у відчутті «раціональної волі». Болівар користувався надзвичайною популярністю у північних американців, і через друга Жильбера Лафайєта сім'я Джорджа Вашингтона, подарувала йому золотий медальйон з пасмом волосся батька-засновника США. У 1807 році Болівар повернувся на батьківщину, де взявся за сімейний бізнес до вступу в революційну справу під впливом Франсіско де Міранди. У 1808 році, після вторгнення Наполеона на Піренеї, американські революціонери почали оголошувати про незалежність своїх країн від Іспанії, що обернулося негайною реакцією і початком реконкісти. Після серії невдалих боїв Болівар почав думати про те, як досягти незалежності на постійній основі, і дійшов висновку, що іспанські сили не перемогти одним лише військовим шляхом, а різні регіональні лідери повинні об'єднатися в єдине ціле й нове, велике, сильне, тверде і могутнє керівництво для того, щоб кинути виклик будь-якому імперському диктату. До 1818 року іспанські сили були ослаблені постійними повстаннями, і Болівар об'єднав свої війська із загонами Франсіско Сантандера і британськими легіонами в партизанську армію. Після переходу через Анди, який здавався неможливим, вона наздогнала іспанські сили під командуванням Пабло Морільо, що зупинилися через дощі, і 25 липня 1819 року здобула першу перемогу над ними в Битві біля болота Варгас. Провівши ряд битв, найважливішими з яких стали Битва при Бояці 7 серпня 1819 року, Битва при Карабобо 24 червня і Битва на озері Маракайбо 23 липня 1821 року, Битва при Пічинчі 24 травня 1822 року, Битва Хуніні 6 серпня і Битва при Аякучо 9 грудня 1824 року, Битва при Тумуслі 2 квітня 1825 року, Болівар в союзі з Хосе Сукре та іншими воєначальниками домігся повного звільнення від іспанського панування шести сучасних країн Південної Америки — Венесуели, Колумбії, Еквадору, Болівії, Панами і Перу — територія яких у той час у сім разів перевищувала розміри північно-американських колоній. Взявши участь в понад 200 боїв у війні за незалежність і маючи опінію героя на висоті своєї військової кар'єри, Болівар отримав звання «Визволитель» та пост президента Великої Колумбії, перебуваючи на якому проявив свої диктаторські амбіції, що дещо збавив ентузіазм громадськості з приводу його діяльності й прихильності принципам республіканізму. 1830 року, бувши не в змозі впоратися з роз'єднаністю й конфліктами, Болівар добровільно пішов у відставку, прийняв життя аскета і незабаром помер від туберкульозу в Санта-Марті. На сьогодні його серце спочиває в Колумбії, а тіло — у Венесуелі.

## Історія
Спорудження статуї було санкціоновано актом Конгресу США від 5 липня 1949 року, а її зведення на федеральній землі в якості подарунку і за рахунок уряду Венесуели — 29 червня 1955 року. У 1957 році Комісія з витончених мистецтв Сполучених Штатів виділила під пам'ятник і парк навколо нього трикутну ділянку землі на Вірджинія-авеню. Статуя була створена членом комісії й скульптором Феліксом де Велдоном, автором Меморіалу Іводзіми. Скульптура була відлита за 10 тижнів на виробництві Bedi-Rassy Art Foundry в Брукліні (Нью-Йорк), але для перевезення до Вашингтона від неї були відокремлені шия, голова й фігура вершника. У грудні 1957 року статуя була встановлена на постамент, зведений за проектом архітектора Луїса Малауссени його представниками в США — архітектурними фірмами Favrat, Reed, Mathes, and Bergman та Faulkner, Kingsbury and Stenhouse, інженерної фірмою Casielles Asociados і підрядником Charles H. Tompkins Company.
Церемонія відкриття пам'ятника повинна була відбутися 22 травня 1958 року за участю віце-президента США Річарда Ніксона, однак вона була відкладена через Січневе повстання 1958 року у Венесуелі. Після того як десятиліття диктатури закінчилося 13 лютого 1959 року з обранням Ромуло Бетанкура на пост президента Венесуели, через два тижні, 27 лютого 1959, президент США Дуайт Ейзенхауер відкрив пам'ятник Болівару, назвавши його символом волі Сполучених Штатів і Венесуели, спрямованої на те, «щоб жити і працювати разом».
У 1993 році пам'ятник був описаний Save Outdoor Sculpture!. На сьогодні статуя є найбільшим кінним пам'ятником Болівару в Західній півкулі.

## Розташування

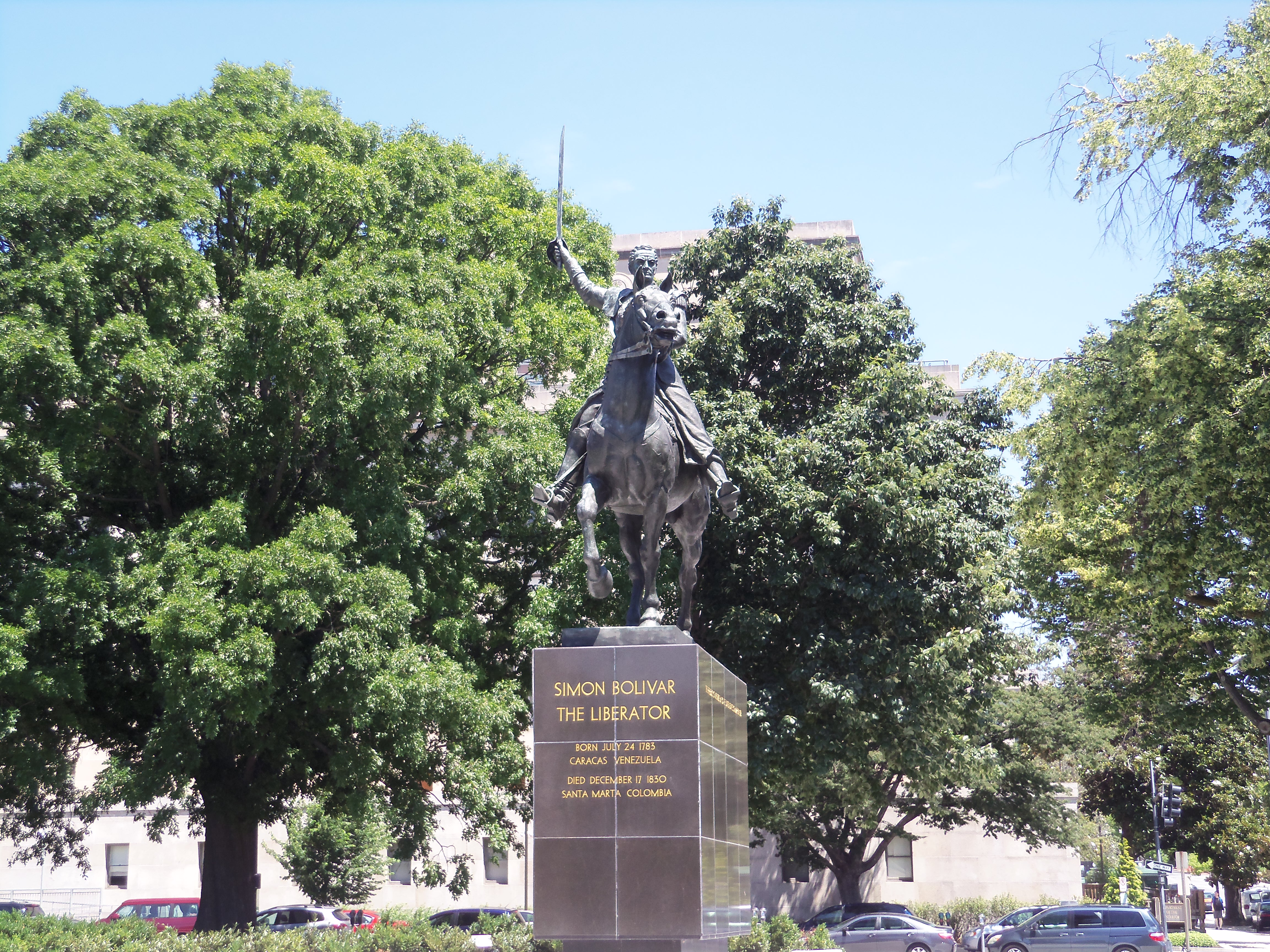
Пам'ятник Болівару (2013 рік)

Пам'ятник знаходиться біля штаб-квартири Організації американських держав перед Головною будівлею Міністерства внутрішніх справ США на трикутній ділянці землі під назвою «Болівар-парк» уздовж Вірджинія-авеню біля 18-ї вулиці і С-стріт, біля станції метро «Фаррагут-Вест» в кварталі Фоггі-Боттом на північному заході міста Вашингтон, будучи частиною скульптурної серії «Статуї визволителів», що включає в себе ще чотири статуї.

## Архітектура
Бронзова статуя зображує генерала Сімона Болівара, який їде на своєму коні та тримає шаблю в піднятій над головою правій руці. Він одягнений у військову форму із золотим медальйоном з пасмом волосся Вашингтона. Статуя спирається на прямокутний постамент з бразильського чорного граніту і шведського чорного мармуру. Висота пам'ятника складає 36 футів (статуя — 24 фути, постамент — 12 футів), при вазі в 8 тонн. Пам'ятник розташовується в центрі кам'яної площі, оформленої ландшафтними пішохідними доріжками та басейном із шістьма струминними фонтанами висотою 23 метри, що втілюють нації, звільнені Боліваром.